# L'innominabile sorella
L'innominabile sorella (姉なるもの?, Ane naru mono, lett. "La cosa che divenne mia sorella"), noto anche con il titolo internazionale in lingua inglese The Sister of the Woods with a Thousand Young, è un manga seinen fantasy scritto e disegnato da Pochi Iida.

## Trama
La storia ruota attorno a Yu, un giovane ragazzo rimasto orfano all'età di cinque anni. Da quel momento, il giovane vive chiedendo asilo ai parenti, dai più vicini ai più lontani, cercando di essere il più silenzioso possibile e di non chiedere mai niente per non disturbare. Tuttavia questo suo atteggiamento è scambiato per asocialità da chi gli sta intorno, lasciandolo spesso solo ed isolato, a parlare tra sé e sé. Un giorno, Yu inizia a vivere assieme allo zio, un cugino di sua madre, che a differenza del resto della parentela non manifesta insofferenza né si lamenta alle sue spalle; tuttavia, gli raccomanda una cosa: quella di non entrare mai nel magazzino in cortile. Tempo dopo, lo zio viene ricoverato in ospedale e Yu torna a casa alla ricerca della sua tessera sanitaria. Non trovandola, si vede costretto ad entrare nell'edificio proibito e spinto dalla curiosità scende le scale e trova una stanza con strani disegni e formule.
Qui incontra il "Capro nero dei boschi dai mille cuccioli", una creatura dalle sembianze femminili che gli esseri umani considerano a volte una divinità ed altre un demone. L'entità propone al ragazzo di dargli qualsiasi cosa egli desideri, in cambio della cosa a cui tiene di più. Imbarazzato ed impaurito allo stesso tempo dall'aspetto affascinante e demoniaco dell'essere che ha di fronte, Yu le chiede di diventare sua sorella maggiore. Lei acconsente, stupita dal desiderio innocente, e chiede di farsi chiamare Chiyo. Da quel momento ha inizio una particolare convivenza, che alterna momenti comici ed affettuosi ad altri molto più sensuali.

## Media

### Manga
La serie è nata come dōjinshi di genere hentai scritta e disegnata da Pochi Iida dal 2015. In seguito i capitoli sono stati serializzati, in versione modificata e priva delle scene per adulti, dal 30 marzo 2016 sulla rivista Dengeki G's Comic edita da ASCII Media Works. Al seguito della chiusura della testata, è stata spostata sui siti web ComicWalker e Niconico Seiga.
Nel Nord America la serie è edita da Yen Press che l'ha pubblica dal 4 ottobre 2018. In Italia la serie è stata annunciata per la prima volta a novembre 2018 al Lucca Comics & Games 2018 da Star Comics inizialmente con il titolo Un demone di sorella, in seguito cambiato in quello attuale, che ha iniziato a pubblicarlo dal 27 marzo 2019 nella collana Storie di Kappa. La traduzione dei testi è curata da Rie Zushi, mentre l'adattamento è realizzato da Chiara Antonozzi.

#### Volumi
| 1 | 17 dicembre 2016             | ISBN 978-4-04-892477-1 | 27 marzo 2019     | ISBN 978-88-226-1283-0 |
| 1 | Capitoli - 1ª-6ª notte       |                        |                   |                        |
| 2 | 25 agosto 2017               | ISBN 978-4-04-893309-4 | 26 giugno 2019    | ISBN 978-88-226-1423-0 |
| 2 | Capitoli - 7ª-13ª notte      |                        |                   |                        |
| 3 | 27 agosto 2018               | ISBN 978-4-04-912013-4 | 25 settembre 2019 | ISBN 978-88-226-1522-0 |
| 3 | Capitoli - 14ª-21ª notte     |                        |                   |                        |
| 4 | 10 gennaio 2020              | ISBN 978-4-04-912987-8 | 23 settembre 2020 | ISBN 978-88-226-1940-2 |
| 4 | Capitoli - 22ª-28ª notte     |                        |                   |                        |
| 5 | 26 dicembre 2020             | ISBN 978-4-04-913587-9 | 27 ottobre 2021   | ISBN 978-88-226-2609-7 |
| 5 | Capitoli - 28ª e ½-35ª notte |                        |                   |                        |
| 6 | 26 marzo 2022                | ISBN 978-4-04-914293-8 | 23 agosto 2023    | ISBN 978-88-226-4183-0 |
| 6 | Capitoli - 36ª-43ª notte     |                        |                   |                        |

#### Capitoli non ancora in formato tankōbon
Questa lista è suscettibile di variazioni e potrebbe essere incompleta o non aggiornata.

- 44ª-48 notte

### Anime
Kadokawa ha annunciato il 6 gennaio 2020 la realizzazione di un OAV dedicato alla serie, senza però specificare la data di uscita.

## Accoglienza
In Giappone, il secondo volume del manga ha venduto un totale stimato di 45 165 copie in una settimana, mentre il terzo ha totalizzato 43 857 copie stimate in cinque giorni.
Nel 2017, il manga si è classificato al sesto posto nel 3° Next Manga Award nella categoria fumetti. Come parte della guida ai manga della primavera 2018 di Anime News Network, Rebecca Silverman, Amy McNulty e Lynzee Loveridge hanno recensito il primo volume per il sito web. Silverman e Loveridge hanno elogiato la trama e i personaggi, mentre tutti e tre i critici lo hanno criticato per essere a volte generico.